# Этногенез хорватов
Происхождение хорватов до великого переселения славян остаётся неизвестным. Современные хорваты, несомненно, являются славянами, однако археологические и другие исторические свидетельства о миграции славянских поселенцев, характер коренного населения на нынешней территории Хорватии, а также их взаимоотношения подтверждают различные исторические влияния.

## Этногенез хорватов
Определение хорватского этногенеза начинается с определения этнической принадлежности, согласно которой этнос является социально определённой категорией людей, которые идентифицируют себя друг с другом на основе общего родового, социального, культурного или другого опыта на протяжении длительного срока времени. В хорватском случае, нет никаких сомнений в том, что в раннем Средневековье определённая группа отождествляла себя с этнонимом Hrvati (хорваты), и этим именем их называли и другие. Этот этноним также имел политическую окраску, и с позднего средневековья явно отождествляется с нацией.
В случае современной хорватской нации можно выделить несколько компонентов или фаз, повлиявших на этногенез:
- Коренной доисторический компонент который датируется каменным веком, до 40 000 лет, более молодая неолитическая культура, как данильская датированная 4700-3900 годами до н. э., и энеолитическая культура, как вучедольская датированная 3000—2200 годами до н. э.[4]
- Протоисторический компонент, который включает такие древние народы, как иллирийцы, далматы и либурны в прибрежной Хорватии, а также кельтские народы, как яподы, тавриски, скордиски и паннонии в континентальной Хорватии[4]. В IV веке до н. э. существовало также несколько греческих колоний на Адриатических островах и побережье[4].
- Классическо-античный, вызванный римским завоеванием, который включал смесь древних людей, римских колонистов и легионеров[5], а также присутствие ираноязычных языгов[6].
- Позднеантичный-раннесредневековый компонент периода переселения, начатый гуннами, продолженный вестготами и севами, не задержавшимися надолго на территории Хорватии, и остготами, гепидами и лангобардами, которые сформировали Королевство остготов (493—553 гг. н. э.)[7]. На второй фазе произошло великое славянское переселение, которое часто связывают с активностью аваров[7].
- Заключительный Средневековый-современный компонент, в который вошли франки, венгры, итальянцы, немцы/саксы[7]. После XIV века, из-за чёрной смерти, и конца XV века, из-за османского нашествия, хорватский этноним расширился от исторических хорватских земель до Западной Славонии, что привело к тому, что Загреб стал столицей Хорватского королевства, и проживающие на этой территории народы включились в хорватский этногенез[7]. Османское нашествие вызвало множество миграций людей на Балканах и в Хорватии[8], но последующие мировые войны и социальные события также повлияли на хорватский этногенез[8].

### Другие исторические источники

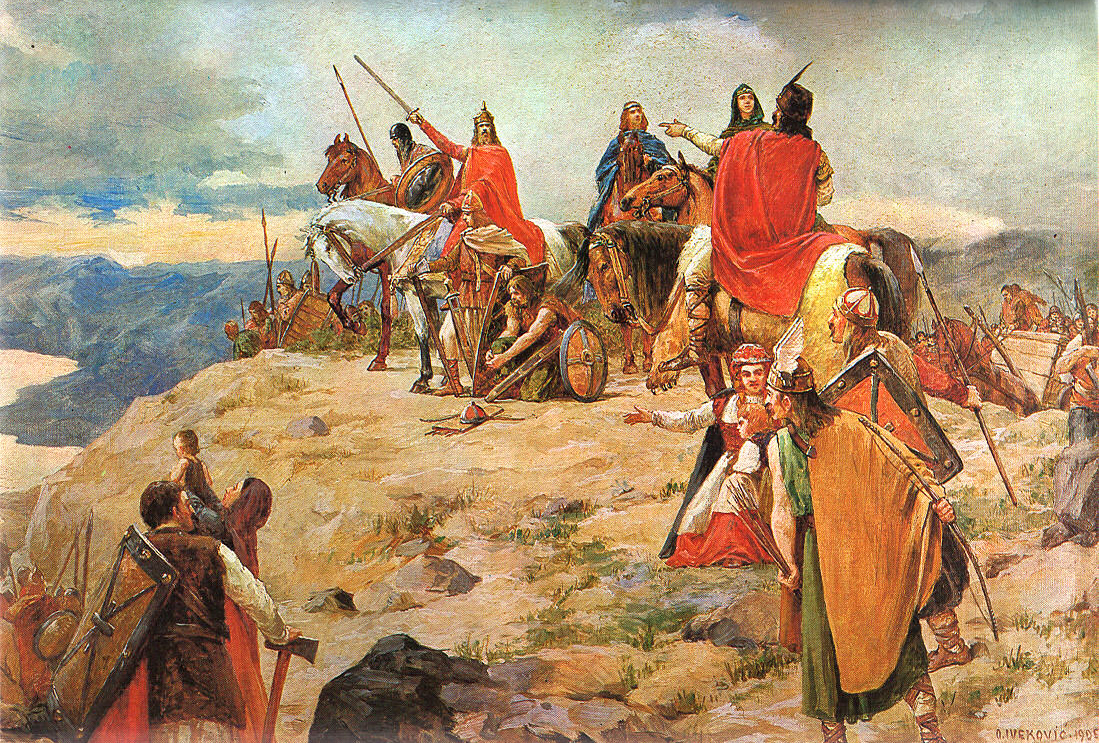
Прибытие хорватов на Адриатику (1905) работа Отона Ивековича.

Упоминание хорватского этнонима Хрват как определённого племени до IX века ещё не полностью подтверждено.
Записанные на Табличках из Танаиса (Ростов-на-Дону) III века н. э. имена Хороу́атос, Хороа́тос, Хоро́атос (Χορούαθ[ος], Χοροάθος, Χορόαθος) исследователи интерпретируют как антропонимы хорватского этнонима "Hrvat", который в свою очередь иранского происхождения. Первым на связь личных имён и хорватов обратил внимание в 1902 году Александр Львович Погодин, а связь с иранским происхождением хорватом первым усмотрел Константин Йозеф Иречек в 1911 году. Важно отметить, что эти таблички исследователи, скорее, используют для объяснения этимологии, а не этногенеза.
Согласно труду Константина VII Об управлении империей (X век), группа хорватов отделилась от белых хорватов, живших в Белой Хорватии, и прибыла по собственной воле, либо была вызвана византийским императором Ираклием I (610—641), в Далмацию, где они сражались и одерживали победы над аварами, и в конечном итоге создали своё собственное государственное образование. Согласно легенде, описанной в этом трактате, их возглавляли пять братьев Κλουκας (Клоукас), Λόβελος (Лобелос), Κοσέντζης (Косентзис), Μουχλώ (Моухло), Χρωβάτος (Хробатос) и две сестры Τουγά (Тоуга) и Βουγά (Боуга), и их архонтом в то время был отец Порга, и они были крещены во время правления Порги в VII веке.
Старые исторические источники не дают точного указания на этногенез этих ранних хорватов. Константин VII не идентифицирует хорватов со славянами и не указывает на различия между ними. Иоанн Скилица в своей работе «Мадридский Скилица» идентифицировал хорватов и сербов как скифов. Нестор Летописец в «Повести временных лет» отождествлял белых хорватов с западными славянами с реки Вислы, а другие хорваты вошли в восточнославянский племенной союз. Летопись попа Дуклянина определяет хорватов как готов, которые остались после того как царь Тотила захватил провинцию Далмация. Точно так же Фома Сплитский в своей работе Historia Salonitana упоминает, что семь или восемь знатных племён, которых он назвал «Lingones», прибыли из нынешней Польши и поселились в Хорватии под руководством Тотилы.

## Антропологические и генетические исследования
Антропологические краниометрические измерения, проведённые среди хорватского населения, показали, что хорваты из Хорватии преимущественно долихоцефальные (Далмация) и брахицефальные (Центральная Хорватия).
Генетически, по патернальной линии Y-хромосомы, большинство (> 85 %) хорватов из Хорватии принадлежат к одному из трёх крупнейших европейских гаплогрупп Y-ДНК — I (38 %—44 %), R1a (27 %—34 %) и R1b (12.4 %—15 %), в то время как меньшинство (> 15 %) в основном принадлежит к гаплогруппе E (9 %), а также к группам J (4.4 %), N (2 %) и G (1 %).
Генетически, по материнской линии мтДНК, большинство (> 65 %) хорват из Хорватии (с побережья и материковой части) относятся к трём из одиннадцати основных европейских гаплогрупп — H (45 %), U (17,8—20,8 %) и J (3—11 %), тогда как значительное меньшинство (> 35 %) принадлежит ко многим другим небольшим гаплогруппам.
Регион современной Хорватии, возможно, служил рефугиумом для северных популяций в течение последнего ледникового максимума. Восточный Адриатический берег был намного южнее. Северная и западная части этого моря были степями и равнинами, в то время как современные хорватские острова (богатые археологическими памятниками палеолита) были холмами и горами. Регион играл особую роль в структурировании европейского и особенно славянского отцовского генетического наследия, характеризующегося преобладанием R1a и I и дефицитом E-линий. Однако ДНК не может являться исчерпывающим доказательством для конкретного этнического компонента, а может служить только индикатором.